# White Stream
Le White Stream, ou Georgia-Ukraine-EU gas pipeline, est un projet de gazoduc reliant la région caspienne à la Roumanie et l'Ukraine, et se proposant d'éventuellement relier l'Europe.